# Folclore dos Estados Unidos
Folclore norte-americano engloba os folclores que evoluíram nos Estados Unidos desde a chegada dos europeus no século XVI. Embora contenha muito da tradição dos povos nativos americanos, não é totalmente idêntico às crenças tribais de nenhuma comunidade indígena.
O folclore é composto por lendas, música, história oral, provérbios, piadas, crença popular, conto de fadas, contos, histórias estapafúrdias e costumes que são as tradições de uma cultura, subcultura ou grupo. Também é o conjunto de práticas através das quais esses gêneros expressivos são compartilhados.

## Folclore nativo americano
As culturas indígenas americanas são ricas em mitos e lendas que explicam fenômenos naturais e a relação entre os humanos e o mundo espiritual. De acordo com Barre Toelken, penas, trabalhos em miçangas, passos de dança e música, eventos em uma história, a forma de uma casa ou itens de comida tradicional podem ser vistos como ícones de significado cultural.
As culturas indígenas americanas são numerosas e diversas. Embora algumas culturas vizinhas compartilhem crenças semelhantes, outras podem ser bastante diferentes entre si. Os mitos mais comuns são os mitos de criação, que contam uma história para explicar como a Terra foi formada e de onde vieram os humanos e outros seres. Outros podem incluir explicações sobre o Sol, Lua, constelações, animais específicos, estações do ano e clima. Esta é uma das maneiras que muitas tribos têm mantido, e continuam a manter, suas culturas vivas; essas histórias são contadas como uma forma de preservar e transmitir as crenças, história, costumes, espiritualidade e modo de vida tradicional da nação, tribo ou banda. De acordo com Toelken, "As histórias não apenas entretêm, mas também incorporam valores comportamentais e éticos nativos".
Apesar de tribos individuais terem suas próprias crenças e mitos sagrados, diversas histórias têm pontos em comum. Mitos sobre inundações e a restauração da terra são quase universais entre as tribos das Planícies. Existem muitas "histórias de heróis" imortalizando as aventuras de personagens com poderes sobrenaturais, que corrigem injustiças e derrotam males. Contos de animais são comuns e explicam como características de certos seres ocorreram. Alguns usam personagens animais para narrativa e outros os usam de forma metafórica. Estão presentes, também, mitos em que seres sobrenaturais aparecem na forma de bichos; sendo o urso, alce, águia, coruja e cobra frequentemente mencionados.

## Mitos da fundação
A fundação dos Estados Unidos é frequentemente cercada por mitos nacionais, lendas e histórias estapafúrdias. Muitas histórias se desenvolveram desde a fundação, há muito tempo, para se tornarem parte do folclore e da consciência cultural da América, e o folclore não indígena americano inclui especialmente qualquer narrativa que tenha contribuído para a formação da cultura americana e sistemas de crenças. Essas narrativas têm diferentes níveis de historicidade; a veracidade das histórias não é um fator determinante.

### Cristóvão Colombo
Cristóvão Colombo, como herói e símbolo para os então imigrantes, é uma figura importante no corpo do mito americano. Seu status, assim como a maioria dos ícones americanos, representa não tanto suas próprias realizações, mas a autopercepção da sociedade que o escolheu como herói.
Com a separação da Inglaterra e de seus ícones culturais, os Estados Unidos ficaram sem história - ou heróis nos quais basear um sentido compartilhado de sua identidade social. Washington Irving foi instrumental em popularizar Colombo. Sua versão da vida do navegador, publicada em 1829, era mais um romance do que uma biografia. O livro foi muito popular e contribuiu para uma imagem do descobridor como um indivíduo solitário que desafiou o mar desconhecido, enquanto os americanos triunfantes contemplavam os perigos e promessas de sua própria fronteira selvagem. Como consequência de sua visão e audácia, houve então uma terra livre de reis, um vasto continente para novos começos.
Nos anos seguintes à Revolução,  "Colúmbia" foi usado como símbolo tanto de Colombo quanto da América. A King's College de Nova York mudou seu nome em 1792 para Universidade Columbia, e a nova capital em Washington recebeu o subtítulo Distrito de Colúmbia.

### Jamestown
Em maio de 1607, a Susan Constant, a Discovery e a Godspeed navegaram pela baía de Chesapeake e trinta milhas pelo rio James, onde os colonos construíram Jamestown, Virgínia - a primeira colônia permanente da Inglaterra. Tarde demais na estação para plantar safras, muitos não estavam acostumados ao trabalho manual. Dentro de alguns meses, alguns colonos morreram de fome e doença. Apenas trinta e oito sobreviveram ao seu primeiro ano no Novo Mundo. Capitão John Smith, um pirata transformado em cavalheiro, transformou os colonos em forrageiros e comerciantes bem-sucedidos com os nativos americanos, que ensinaram os ingleses a plantar milho e outras safras. Smith liderou expedições para explorar as regiões ao redor de Jamestown, e foi durante uma delas que o chefe dos nativos Powhatan capturou Smith. De acordo com um relato que Smith publicou em 1624, ele seria morto até que a filha do chefe, Pocahontas, o salvou. A partir disso, surgiu a lenda de Pocahontas, tornando-se parte do folclore americano, livros infantis e filmes.

### Peregrinos

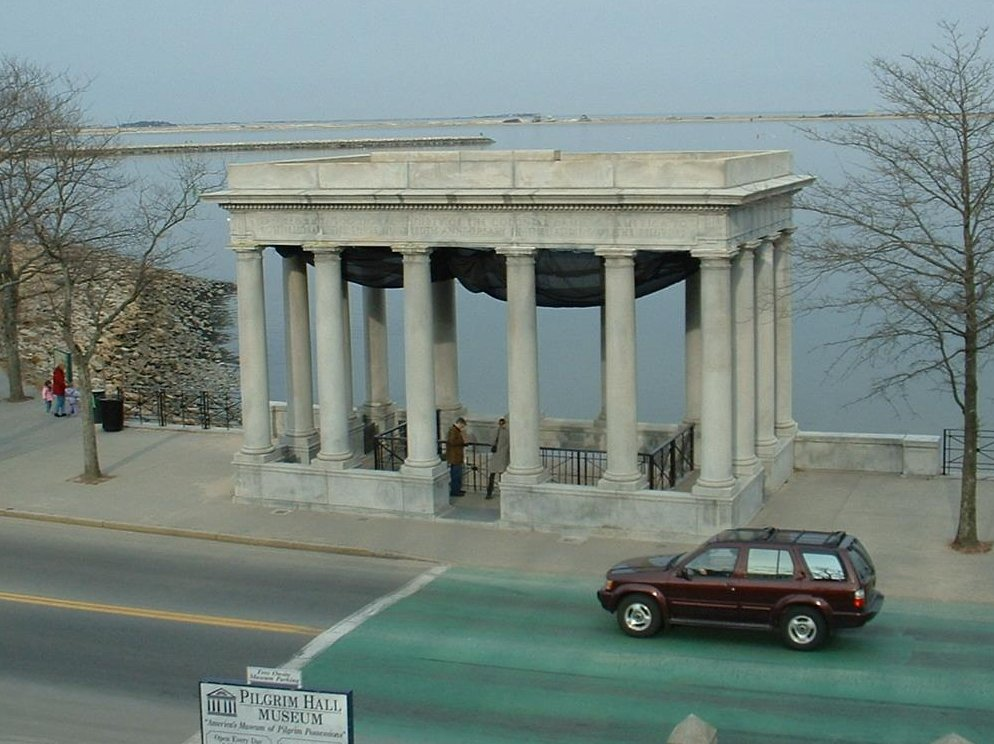
Monumento Plymouth Rock projetado para o Tricentenário (1920).

A Rocha de Plymouth é o local tradicional de desembarque de William Bradford e dos Peregrinos do Mayflower, que fundaram a Colônia de Plymouth em 1620, sendo um símbolo importante na história americana.
Não há referências contemporâneas ao desembarque dos Peregrinos em uma rocha em Plymouth, Massachusetts. A primeira referência escrita à chegada dos Peregrinos em uma rocha foi encontrada 121 anos após o evento. A Rocha, ou uma tradicionalmente identificada como tal, há muito tempo é memorializada na costa do Porto de Plymouth. O feriado de Ação de Graças é dito ter começado com os Peregrinos em 1621. Eles vieram para a América para escapar da perseguição religiosa, mas quase morreram de fome. Alguns nativos americanos "amigáveis", incluindo Squanto, ajudaram os Peregrinos a sobreviver durante o primeiro inverno. A perseverança desse grupo é celebrada durante o festival anual de Ação de Graças.

## Figuras da Guerra Revolucionária

### George Washington
George Washington (22 de fevereiro de 1732 - 14 de dezembro de 1799), o primeiro presidente do país, é a pessoa que mais se destaca nas figuras históricas e folclóricas americanas, pois ocupa o lugar de "pater patriae". 
Histórias apócrifas sobre a infância de Washington incluem a alegação de que ele pulou um dólar de prata através do rio Rappahannock em Ferry Farm. Outra história afirma que, quando criança, Washington derrubou a cerejeira do pai. Seu pai irritado confrontou o jovem Washington, que proclamou "não posso contar uma mentira" e admitiu a transgressão, iluminando assim sua honestidade. O pastor Mason Locke Weems menciona a primeira citação dessa lenda em seu livro de 1806, The Life of George Washington: With Curious Anecdotes, Equally Honorable to Himself and Exemplary to His Young Countrymen (tradução livre: A Vida de George Washington: Com Anedotas Curiosas, Igualmente Honrosas para Ele e Exemplares para Seus Jovens Conterrâneos). Essa anedota não pode ser verificada de forma independente. Samuel Clemens, também conhecido como Mark Twain, também é conhecido por ter espalhado a história durante suas palestras, personalizando-a ao adicionar "Eu tenho um padrão de princípios mais elevado e maior. Washington não podia mentir. Eu posso mentir, mas não vou".[carece de fontes?]

### Patrick Henry
Patrick Henry (29 de maio de 1736 - 6 de junho de 1799) foi um advogado, fazendeiro e político que se tornou conhecido como orador durante o movimento pela independência na Virgínia na década de 1770. Henry é mais conhecido pelo discurso que fez na Casa dos Burgesses em 23 de março de 1775, na Igreja de São João em Richmond, Virgínia. Com a Casa indecisa sobre se mobilizar ou não contra a força militar britânica que se aproximava, Henry argumentou a favor da mobilização. Quarenta e dois anos depois, o primeiro biógrafo de Henry, William Wirt, trabalhando a partir de histórias orais, tentou reconstruir o que Patrick disse. De acordo com Wirt, Henry encerrou seu discurso com palavras que desde então se tornaram imortalizadas: "Não sei que caminho os outros podem tomar, mas quanto a mim, dai-me Liberdade, ou dai-me a Morte!". A multidão, segundo a conta de Wirt, levantou-se e gritou "Às Armas! Às Armas!". Por 160 anos, a versão de Wirt foi aceita como verdadeira. Na década de 1970, historiadores começaram a questionar a autenticidade da reconstrução de Wirt.[carece de fontes?]

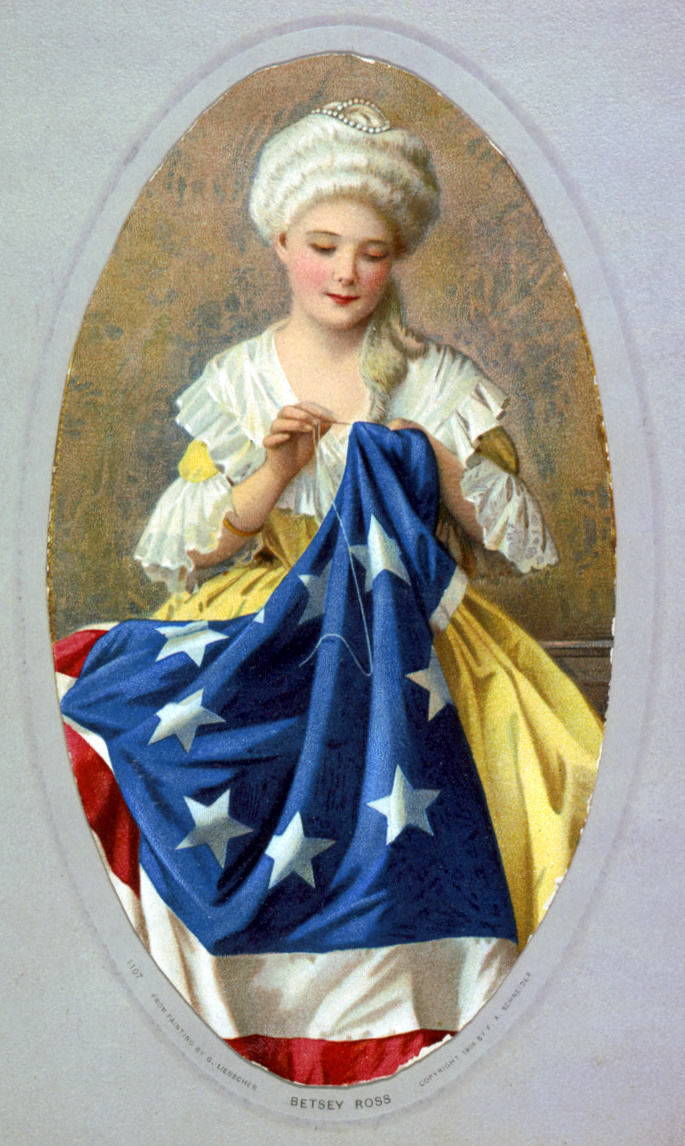
Betsy Ross costurando.

### Betsy Ross
Betsy Ross (1º de janeiro de 1752 - 30 de janeiro de 1836) é amplamente creditada por fazer a primeira bandeira americana, apesar de não existirem evidências históricas credíveis de que isso seja verdade. Pesquisas realizadas pelo Museu Nacional de História Americana observam que a história de Betsy Ross fazendo a primeira bandeira americana para o General George Washington entrou na consciência americana por volta das celebrações do centenário de 1876. No livro de 2008, The Star-Spangled Banner: The Making of an American Icon (tradução livre:A Bandeira Estrelada: A Criação de um Ícone Americano), os especialistas do smithsonianos apontam que relatos do evento atraíram os americanos ávidos por histórias sobre a revolução e seus heróis e heroínas. Betsy Ross foi promovida como um modelo patriótico para as jovens e um símbolo das contribuições das mulheres para a história americana.
Outros heróis da Guerra Revolucionária que se tornaram figuras do folclore americano incluem: Benedict Arnold, Benjamin Franklin, Nathan Hale, John Hancock, John Paul Jones e Francis Marion.

## Histórias exageradas
Uma história exagerada (inglês: tall tale) é um elemento fundamental da literatura folclórica americana. As origens desses contos estão relacionadas a momentos que homens do Velho Oeste se reuniam para se gabar e "competir" sobre quem tinha a melhor história.
Esses relatos contam com elementos inacreditáveis, transmitidos como se fossem verdadeiros e factuais. Alguns deles são eventos reais com proporções aumentadas; outros são contos completamente fictícios ambientados em um cenário familiar, como o Velho Oeste americano, ou o início da Revolução Industrial. Geralmente, são humorísticos ou bem-intencionados.
A linha entre mito e tall tale é distinguida principalmente pela antiguidade; muitos mitos exageram as proezas de seus heróis, mas nessas histórias, o exagero é tão grande a ponto de se tornar toda a história.

### Baseadas em figuras históricas
- John Chapman (26 de setembro de 1774 – 18 de março de 1845), amplamente conhecido como Johnny Appleseed, foi um viveirista pioneiro americano que introduziu macieiras em grandes partes da Pensilvânia, Ohio, Indiana e Illinois. Tornou-se uma lenda americana ainda em vida, em grande parte devido às suas maneiras gentis e generosas, e à importância simbólica que atribuía às maçãs. Johnny Appleseed é lembrado na cultura popular americana por sua canção itinerante ou hino swedenborgiano: "The Lord is good to me....".
- Daniel Boone (2 de novembro de 1734 [E.S. 22 de outubro] – 26 de setembro de 1820) foi um pioneiro, explorador e fronteiriço americano cujas proezas na fronteira o tornaram um dos primeiros heróis folclóricos dos Estados Unidos.
- Davy Crockett (17 de agosto de 1786 – 6 de março de 1836) foi um herói folclórico americano do século XIX, fronteiriço, soldado e político. É comumente referido na cultura popular pelo epíteto "Rei da Fronteira Selvagem". Representou o Tennessee na Câmara dos Representates dos EUA, participou da Revolução do Texas e morreu na Batalha do Álamo.
- Mike Fink (c. 1770/1780 – c. 1823), chamado de "Rei dos Condutores de Barcaças", foi um briguento semi-lendário e barqueiro de rio que exemplificava os homens rudes e beberrões que conduziam barcaças de fundo chato pelos rios Ohio e Mississippi.
- Martha Jane Canary (1 de maio de 1852 – 1 de agosto de 1903), mais conhecida como Calamity Jane, foi uma mulher fronteiriça americana e escoteira profissional, famosa por afirmar ser conhecida de Wild Bill Hickok. Diz-se que ela também demonstrou bondade e compaixão, especialmente com os doentes e necessitados. Foi dela que Bret Harte tirou seu famoso personagem Cherokee Sal em The Luck of Roaring Camp (Tradução livre: A Sorte do Acampamento Estrondoso).
- Jigger Johnson (1871–1935) foi um lenhador e condutor de toras do norte de Nova Inglaterra conhecido por suas numerosas proezas fora do trabalho, como pegar linces-pardos vivos com as mãos nuas, e brigas ao estar embriagado.[10][11]
- John Henry foi um trabalhador ferroviário afro-americano que se diz ter trabalhado como um "homem que martela aço" - um homem encarregado de martelar uma broca de aço na rocha para fazer buracos para detonação de explosivos na construção de um túnel ferroviário. Segundo a lenda, a destreza de John Henry como martelo de aço foi medida em uma corrida contra um martelo a vapor, a qual ele venceu. Apesar disso, John morreu de problemas cardíacos disparados na competição. A Balada de John Henry é uma versão musical de sua história.
- Molly Pitcher foi um apelido dado a uma mulher que se diz ter lutado na Batalha Americana de Monmouth, acreditando-se geralmente que tenha sido Mary Hays. Como várias histórias de Molly Pitcher cresceram à medida que eram contadas, muitos historiadores consideram Molly Pitcher mais como folclore do que história; ou sugerem que Molly Pitcher pode ser uma imagem composta inspirada nas ações de várias mulheres reais. O próprio nome pode ter se originado como um apelido dado a mulheres que levavam água aos homens no campo de batalha durante a guerra.

Outras figuras históricas incluem a sobrevivente do Titanic Molly Brown, o mostrador do Velho Oeste, Buffalo Bill Cody e a atiradora de elite Annie Oakley.

### Personagens fictícios
- Paul Bunyan é uma figura de lenhador na tradição e folclore norte-americanos. Paul é um dos heróis mais famosos e populares, geralmente descrito como um gigante, além de um lenhador de habilidade incomum, e muitas vezes é acompanhado em histórias por seu companheiro animal, Babe, o Boi Azul. O personagem originou-se em contos populares entre lenhadores no nordeste dos Estados Unidos e leste do Canadá, aparecendo pela primeira vez em uma história publicada pelo jornalista do norte de Michigan James MacGillivray em 1906.
- Cordwood Pete é dito ser o irmão mais novo do lendário lenhador Paul Bunyan.
- O Lone Ranger é um herói fictício do oeste que lutou contra assaltantes e ladrões na região do Texas. Único sobrevivente de um grupo de seis cavaleiros, ele partiu para levar os criminosos que mataram seu irmão à justiça. Diz-se que o Lone Ranger foi baseado em Bass Reeves pelo historiador Art Burton, mas isso é discutido.[12][13]
- Johnny Kaw é um colonizador mítico do estado do Kansas cujas proezas criaram elementos da paisagem do Kansas e ajudaram a estabelecer trigo e girassóis como produtos principais para o cultivo. O personagem remonta ao centenário de 1955 do Kansas e foi explorado em vários livros.
- John, o Conquistador é um herói folclórico do folclore afro-americano. John era um príncipe africano vendido como escravo nas Américas. Apesar de sua escravidão, seu espírito nunca foi quebrado e ele sobreviveu no folclore como uma espécie de figura trapaceira, devido aos truques que ele jogava para evitar seus mestres.
- Pecos Bill é um cowboy americano, imortalizado em inúmeras histórias exageradas do Velho Oeste durante a expansão para o Oeste dos Estados Unidos, no Sudoeste do Texas, Novo México, Sul da Califórnia e Arizona.

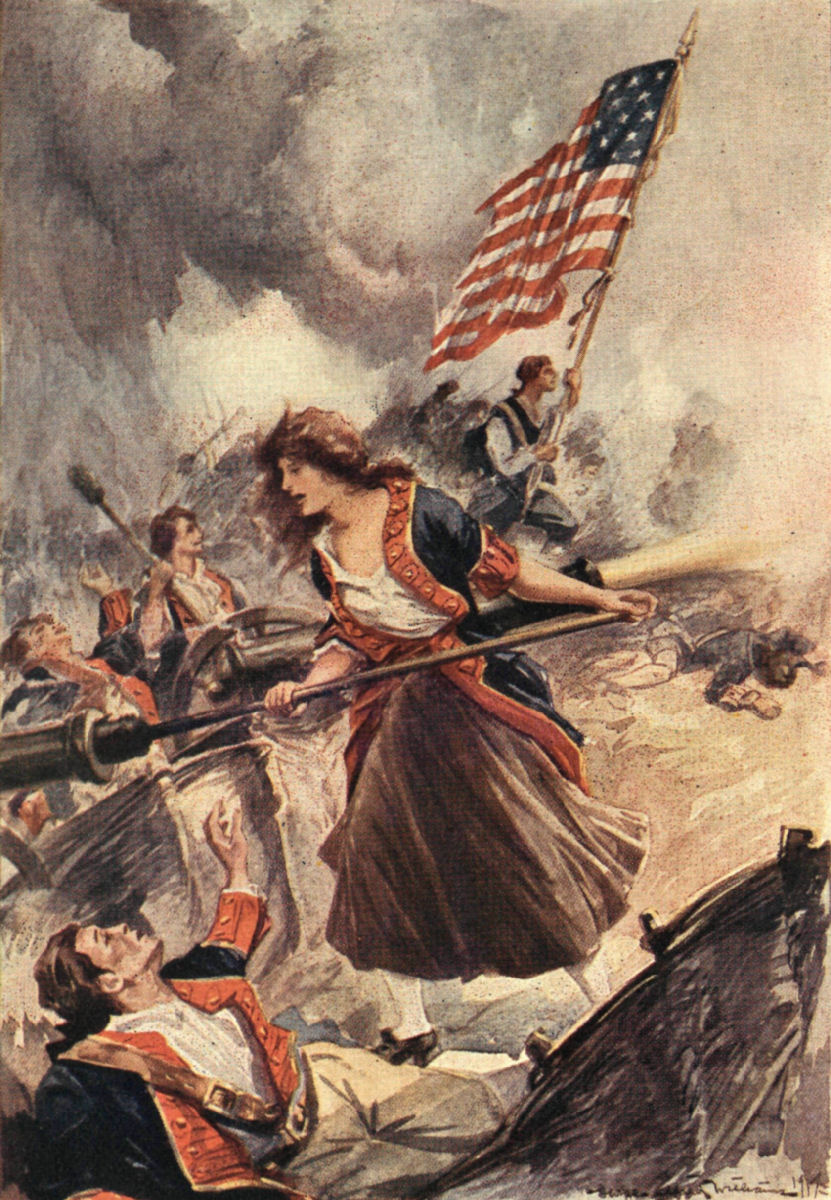
Molly Pitcher. (Dez Garotas Americanas da História, 1917)

- Capitão Stormalong foi um herói folclórico americano e o tema de inúmeras histórias exageradas temáticas náuticas originadas em Massachusetts. Stormalong era dito ser um marinheiro e um gigante, com cerca de 9 metros de altura e era o mestre de um enorme veleiro conhecido em várias fontes como Courser ou Tuscarora, um navio tão alto que tinha mastros articulados para evitar se prender na Lua.

## Criaturas lendárias e folclóricas
- Pé-grande, também conhecido como Sasquatch, é o nome dado a uma criatura semelhante a um macaco que alguns acreditam habitar principalmente florestas na região do Noroeste Pacífico e em toda a América do Norte. O Pé-grande é geralmente descrito como um humanoide grande e peludo, bípede, embora as descrições variem dependendo da localização. A faixa de altura é de cerca de 1,8 a 3,0 metros, com pelos pretos, marrom escuro ou vermelho escuro.[14][15] Um dos relatos mais famosos de Pé-grande é o filme Patterson-Gimlin, onde um suposto Pé-grande fêmea atravessa a tela com passos gigantes, vira para a câmera, depois sobe uma colina íngreme e desaparece na floresta.[16] Há mais de 100 avistamentos relatados anualmente. Entre esses relatos estão os de veteranos, acampantes, caminhantes, exploradores, caçadores e outros. Existem vários sites, podcasts e organizações relacionados ao Pé-grande.
- Monstro do lago Champlain é o nome dado a uma suposta criatura que vive no lago Champlain, um lago de água doce natural na América do Norte. O corpo d'água atravessa a fronteira Canadá–Estados Unidos, localizado parcialmente na província canadense de Quebec e parcialmente nos estados americanos de Vermont e Nova York. Não há evidências científicas da existência do monstro, embora tenham sido relatados mais de 300 avistamentos.[17]
- Phil de Punxsutawney é uma marmota semimítica principal para a cerimônia mais conhecida do Dia da Marmota, uma superstição pensilvaniana que afirma prever a chegada da primavera. Segundo a tradição, a mesma marmota faz previsões desde a década de 1800.
- O Demônio de Jersey é uma criatura lendária que dizem habitar as floresta de Pine Barrens no sul de Nova Jérsei, nos Estados Unidos. A criatura é frequentemente descrita como um bípede voador com cascos, mas há muitas variações diferentes. A descrição mais comum é a de uma criatura parecida com um canguru, com o rosto de um cavalo, cabeça de cachorro, asas membranosas de morcego, chifres, braços pequenos com mãos com garras, olhos vermelhos, cascos fendidos e um rabo bifurcado. Dizem que se move rapidamente, para evitar o contato humano, e muitas vezes é descrito como emitindo um "grito arrepiante".[18][19] A lenda é a seguinte: uma mulher chamada Mãe Leeds deu à luz seu 13º filho em uma noite escura e tempestuosa. Dizem que uma senhora de sobrenome Leeds era uma bruxa e seu 13º filho nasceu o Diabo. Logo ele cresceu asas e cascos, matou a parteira e partiu pela noite.
- A Dama Branca é um tipo de fantasma feminino supostamente visto em áreas rurais e associado a alguma lenda local de tragédia. Comum a muitos desses relatos é o tema de perder ou ser traído por um marido ou noivo. Elas são frequentemente associadas a uma linha familiar específica ou ditas serem prenúncio de morte, semelhante a uma banshee.
- Mothman é uma criatura mítica de Point Pleasant, Virgínia Ocidental, descrita como um ser humanoide grande com olhos vermelhos brilhantes em seu rosto e grandes asas semelhantes às de um pássaro com pelo cobrindo seu corpo. Mothman foi culpado pelo colapso da Silver Bridge.
- O Hodag é uma besta mítica que dizem habitar as florestas do norte de Wisconsin, especialmente ao redor da cidade de Rhinelander. O Hodag tem um corpo reptiliano com chifres de touro e é dito ter uma inclinação para travessuras.
- Old Black Eyes é um cão espectral que dizem frequentar uma área conhecida como Baker Rocks, localizada perto do topo das Montanhas Negras da Carolina do Norte. Dizem que Old Black Eyes é o espírito de Jim Baker, que morava nas rochas e era considerado uma bruxa com poderes sobrenaturais pelos habitantes locais das montanhas. Segundo a lenda, Jim Baker realizou algum tipo de ritual em um antigo cemitério indígena, perto das Montanhas Negras, onde procedeu a vender sua alma ao Diabo. O Diabo procedeu a tornar as pupilas de Baker "anormalmente negras" como sinal de seu acordo e reivindicação do inferno por sua alma. Após sua morte, dizia-se que Baker assumiu o espírito de um "cão do diabo", identificável pelas grandes pupilas negras de seus olhos, que as pessoas temiam se aproximar, acreditando que estava envolto em magia negra. Dizia-se que a única maneira de se livrar de Old Black Eyes era desenhar seu retrato, prendê-lo a uma árvore e depois atirar nele com uma arma.[20]
- No folclore norte-americano, os fearsome critters eram animais de histórias exageradas dito em tom de brincadeira habitar as áreas selvagens em torno de acampamento de corte de madeiras, especialmente na região dos Grandes Lagos. Hoje, o termo também pode ser aplicado a criaturas fabulosas semelhantes.
- Outras criaturas folclóricas incluem o Chupacabra, Jackalope, o Nain Rouge de Detroit, Michigan, o Wendigo de Minnesota e o Chessie, um monstro marinho lendário que dizem viver na Baía de Chesapeake.[21]

## Literatura
Papai Noel, também conhecido como São Nicolau, Papai Natal ou simplesmente "Papai", é uma figura com origens lendárias, míticas, históricas e folclóricas. A figura moderna do Papai Noel foi derivada da figura holandesa, Sinterklaas, que, por sua vez, pode ter suas origens nos contos hagiográficos sobre o Santo Cristão Nicolau. A Visit from St. Nicholas, também conhecido como "A Noite Antes do Natal", é um poema publicado anonimamente em 1823 e geralmente atribuído a Clement Clarke Moore. O poema, que foi chamado de "provavelmente os versos mais conhecidos já escritos por um americano", é em grande parte responsável pela concepção do Papai Noel do meio do século XIX até hoje, incluindo sua aparência física, a noite de sua visita, seu meio de transporte, o número e os nomes de suas renas, bem como a tradição de trazer brinquedos para crianças. O poema influenciou ideias sobre São Nicolau e o Papai Noel dos Estados Unidos para o restante do mundo de língua inglesa e além. Is There a Santa Claus? foi o título de um editorial publicado na edição de 21 de setembro de 1897, do The (New York) Sun. O editorial, que incluía a famosa resposta Yes, Virginia, there is a Santa Claus, tornou-se parte do folclore popular de Natal nos Estados Unidos e Canadá.
O cavaleiro sem cabeça é um personagem fictício do conto "A Lenda do Cavaleiro Sem Cabeça" do autor americano Washington Irving. A história, da coleção de contos de Irving, intitulada The Sketch Book of Geoffrey Crayon, tornou-se conhecida no folclore/legenda americano por meio da literatura e do cinema.
Rip Van Winkle é um conto do autor americano Washington Irving, publicado pela primeira vez em 1819. Segue um morador neerlando-americano na América colonial chamado Rip Van Winkle, que encontra misteriosos holandeses, bebe sua bebida e adormece nas Montanhas Catskill. Ele acorda 20 anos depois em um mundo muito alterado, tendo perdido a Revolução Americana.
Inspirado por uma conversa sobre nostalgia com seu cunhado americano expatriado, Irving escreveu a história enquanto morava temporariamente em Birmingham, Inglaterra. Foi publicado em sua coleção, The Sketch Book of Geoffrey Crayon, Gent. Embora a história seja ambientada nas Montanhas Catskill do estado de Nova York, perto de onde Irving mais tarde fixou residência, ele admitiu: "Quando escrevi a história, nunca estive nas montanhas."

## Música folclórica
Os nativos americanos foram os primeiros habitantes da terra que hoje é conhecida como Estados Unidos e tocaram sua primeira música. A partir do século XVII, imigrantes do Reino Unido, Irlanda, Espanha, Alemanha e França começaram a chegar em grande número, trazendo consigo novos estilos e instrumentos. Escravos africanos trouxeram tradições musicais, e cada onda subsequente de imigrantes contribuiu para um caldeirão cultural. A música folclórica inclui tanto a música tradicional quanto o gênero que evoluiu a partir dela durante o renascimento da música folclórica no século XX. O termo originou-se no século XIX, mas muitas vezes é aplicado à música mais antiga que isso.
Os primeiros estudiosos americanos estavam com a The American Folklore Society (AFS), que surgiu no final do século XIX. Seus estudos se expandiram para incluir a música dos nativos americanos, mas ainda tratavam a música folclórica como um item histórico preservado em sociedades isoladas. Na América do Norte, durante as décadas de 1930 e 1940, a Biblioteca do Congresso trabalhou por meio dos escritórios de colecionadores de música tradicional como Robert Winslow Gordon, Alan Lomax e outros para capturar o máximo de material de campo norte-americano possível. Lomax foi o primeiro estudioso proeminente a estudar a música folclórica distintamente americana, como a dos cowboys e dos negros do sul. Sua primeira obra importante publicada foi em 1911, Cowboy Songs and Other Frontier Ballads, e ele foi, sem dúvida, o estudioso de música folclórica mais proeminente de seu tempo, especialmente durante o início do renascimento da música folclórica nas décadas de 1930 e 1940.
O renascimento da música folclórica americana foi um fenômeno nos Estados Unidos que começou durante a década de 1940 e atingiu o pico de popularidade na metade da década de 1960. Suas raízes eram anteriores, e artistas como Burl Ives, Woody Guthrie, Lead Belly e Oscar Brand haviam desfrutado de uma popularidade limitada em geral nas décadas de 1930 e 1940. O renascimento trouxe estilos musicais que haviam, em tempos anteriores, contribuído para o desenvolvimento da música country & western, jazz e rock and roll.

### Música afro-americana
A escravidão foi introduzida nas Treze Colônias a partir do início do século XVII na Virgínia. Os ancestrais da população afro-americana de hoje foram trazidos de centenas de tribos de toda a África Ocidental e trouxeram consigo certas características da música da África Ocidental. Isso incluía vocais de chamada e resposta, música rítmica complexa, batidas sincopadas, acentos em mudança, incorporação de murmúrios e gemidos, que são sons sem significado distinto, e uma combinação de som e movimentos corporais. O foco musical africano no canto rítmico e na dança foi trazido para o Novo Mundo, onde se tornou parte de uma cultura folclórica distinta que ajudou os africanos a "manter a continuidade com seu passado por meio da música".
Juntamente com a retenção de muitos elementos africanos, houve também a continuação de instrumentos. Os africanos levariam consigo instrumentos nativos ou os reconstruiriam no Novo Mundo. Os primeiros escravizados nos Estados Unidos cantavam canções de trabalho e cantos de campo. No entanto, a música desse povo foi usada por várias razões. A música era incluída em cerimônias religiosas e celebrações, usada para coordenar o trabalho e para ocultar mensagens sensíveis, como quando comentavam sobre os proprietários de escravos. As canções dos escravizados afro-americanos podem ser divididas em três grupos: canções religiosas, de trabalho e recreativas.

#### Espirituais
Hinos protestantes escritos principalmente por pregadores de Nova Inglaterra tornaram-se uma característica das reuniões de acampamento realizadas entre cristãos devotos no Sul. A maioria dos escravizados era tipicamente animista ou fazia parte de alguma outra forma de religião africana. Para destruir quaisquer vestígios da cultura africana ou fazer mais pessoas discípulas, os escravizados eram incentivados e levados à igreja. Eles se sentiam atraídos pela graça e liberdade pregadas na igreja, que eram muito diferentes das vidas que estavam vivendo.
Os escravizados aprendiam os mesmos hinos que seus senhores cantavam e, quando se reuniam, desenvolviam e cantavam versões adaptadas desses hinos, chamadas de espirituais negros. Foi a partir dessas raízes, de canções espirituais, canções de trabalho e cantos de campo, que se desenvolveram o blues, o jazz e o gospel. Os espirituais negros eram principalmente expressões de fé religiosa. Essas canções lhes proporcionavam uma voz para expressar seu anseio por liberdade e para vivenciá-la. Por volta da década de 1840, os escravizados sabiam que nos estados do norte a escravidão era ilegal, e alguns nortistas desejavam a completa abolição da escravidão. Então, quando cantavam sobre o céu, também se referiam à possibilidade de escapar para o norte.
No início do século XIX, a Ferrovia Subterrânea foi desenvolvida, contendo uma rede de rotas secretas e casas seguras, e teve um grande impacto na música religiosa dos escravizados. Quando havia menção a trens, estações, etc., em espirituais, estavam se referindo diretamente à ferrovia subterrânea, como na canção Swing Low, Sweet Chariot. Essas canções foram projetadas para que os proprietários de escravos pensassem que os escravizados estavam apenas cantando sobre o céu.

#### Canções de trabalho
As canções de trabalho tinham pelo menos duas funções: uma para beneficiar os escravizados e outra para beneficiar os capatazes. Quando um grupo de escravizados precisava trabalhar junto em uma tarefa difícil, como carregar uma carga pesada, cantar proporcionava um ritmo que lhes permitia coordenar seus movimentos. Ao colher safras, a música não era necessária, mas quando havia silêncio, isso era desconfortável para os capatazes. Mesmo que houvesse uma presença de melancolia nas canções, os proprietários de escravos do sul interpretariam que seus escravizados estavam felizes e satisfeitos, possivelmente por causa de seu canto.

#### Canções recreativas
Mesmo que os donos de escravos tentassem proibir coisas como tambores ou vestígios da cultura africana, eles pareciam não se importar que aprendessem instrumentos e música europeus. Em alguns casos, músicos negros que tocavam instrumentos de cordas eram convidados a se apresentar para entreter audiências brancas. Entre a semana do Natal e o Ano Novo, os donos de escravos concediam férias a seus escravos. Isso proporcionava uma oportunidade para famílias de escravos que tinham diferentes senhores se reunirem, caso contrário, não sairiam de lugar nenhum. Alguns escravos produziam itens artesanais, mas os senhores detestavam escravos laboriosos. Assim, a maioria dos escravos passava seu tempo de lazer fazendo outras coisas, como dançar e cantar. Os senhores aprovavam tais atividades, mas talvez não ouvissem atentamente as músicas que eram executadas.

### Canções folclóricas
As Treze Colônias Originais dos Estados Unidos eram todas antigas possessões britânicas, e a cultura anglo-saxã tornou-se uma base importante para a música popular e folclórica americana. Muitas canções folclóricas americanas são idênticas às canções britânicas em arranjos, mas com letras novas, frequentemente como paródias do material original. A música tradicional anglo-americana também inclui uma variedade de baladas de folhetos, histórias humorísticas e lendas altas, e canções de desastre relacionadas à mineração, naufrágios e assassinatos. As canções folclóricas podem ser classificadas por tema, como: canções para beber, canção para esportes, canção de trem, canção de trabalho, canções de guerra e baladas.
- A melodia de The Star-Spangled Banner foi adaptada de uma antiga canção de bebedeira inglesa de John Stafford Smith chamada To Anacreon in Heaven.
- The Ballad of Casey Jones é uma canção tradicional sobre o maquinista de trem Casey Jones e sua morte no controle do trem que estava conduzindo. Conta como Jones e seu foguista Sim Webb correram com sua locomotiva para compensar o tempo perdido, mas descobriram outro trem à frente deles na linha, e como Jones permaneceu a bordo para tentar parar o trem enquanto Webb pulava para a segurança.
- When Johnny Comes Marching Home (às vezes When Johnny Comes Marching Home Again) é uma canção popular da Guerra de Secessão (ou Guerra Civil Americana) que expressa a saudade das pessoas pelo retorno de seus amigos e parentes que estavam lutando na guerra. A canção anti-guerra irlandesa Johnny I Hardly Knew Ye e When Johnny Comes Marching Home compartilham o mesmo material melódico. Com base em referências textuais internas, Johnny I Hardly Knew Ye aparentemente remonta ao início dos anos 1820, enquanto When Johnny Comes Marching Home foi publicada pela primeira vez em 1863. Johnny I Hardly Knew Ye é uma canção popular tradicional irlandesa anti-guerra e anti-recrutamento. Geralmente é datada do início do século XIX, quando soldados de Athy, no condado de Kildare, serviam à Companhia Britânica das Índias Orientais.
- Oh My Darling, Clementine (1884) é uma balada folclórica americana ocidental acreditada ter sido baseada em outra canção chamada Down by the River Liv'd a Maide (1863). As palavras são de um amante enlutado cantando sobre sua querida, filha de um mineiro na corrida do ouro da Califórnia em 1849. Ele a perde em um acidente de afogamento. A música toca durante os créditos iniciais do aclamado filme de John Ford, My Darling Clementine. Também é reproduzida como trilha sonora de fundo ao longo do filme.
- The Yellow Rose of Texas é uma canção folclórica tradicional. A canção de amor original ficou associada à lenda de que Emily D. West, uma serva contratada birracial, "ajudou a vencer a Batalha de San Jacinto, a batalha decisiva na Revolução do Texas".
- "Take Me Out to the Ball Game" é uma canção de 1908 de Tin Pan Alley, de Jack Norworth e Albert Von Tilzer, que se tornou o hino não oficial do beisebol, embora nenhum de seus autores tivesse assistido a um jogo antes de escrever a canção. A música é tradicionalmente cantada durante o intervalo da sétima entrada de um jogo de beisebol. Geralmente, os fãs são incentivados a cantar junto.
- Outras canções folclóricas americanas incluem: She'll Be Coming 'Round the Mountain, Skewball, Big Bad John, Stagger Lee, Camptown Races e The Battle Hymn of the Republic.

### Celeuma
Canções de trabalho cantadas por marinheiros entre os séculos XVIII e XX são conhecidas como celeumas. A canção era um tipo distinto de canção de trabalho, desenvolvido especialmente em navios mercantes de estilo americano que haviam se destacado nas décadas anteriores à Guerra Civil Americana. Essas melodias eram geralmente cantadas enquanto ajustavam o aparelho, levantavam âncora e realizavam outras tarefas em que os homens precisariam puxar em ritmo. Essas canções geralmente têm um ritmo muito pontuado precisamente por esse motivo, junto com um formato de chamada e resposta. Bem antes do século XIX, as canções marítimas eram comuns em embarcações a remo. Tais canções também eram muito rítmicas para manter os remadores juntos.
Elas foram notavelmente influenciadas por canções de afro-americanos, como aquelas cantadas enquanto carregavam manualmente navios com algodão nos portos do sul dos Estados Unidos. Os contextos de trabalho nos quais os afro-americanos cantavam canções comparáveis às canções de trabalho incluíam: remar em barcos nos rios do sudeste dos EUA e do Caribe; o trabalho de "foguistas" ou bombeiros, que lançavam madeira nas fornalhas de barcos a vapor que navegavam pelos grandes rios americanos; e estivagem na costa leste dos EUA, na Costa do Golfo e no Caribe, incluindo o cotton-screwing: o carregamento de navios com algodão nos portos do sul dos Estados Unidos. Na primeira metade do século XIX, algumas das canções que os afro-americanos cantavam começaram a ser usadas também para tarefas a bordo de navios, ou seja, como canções marítimas.
O repertório de canções marítimas emprestou da música popular contemporânea apreciada pelos marinheiros, incluindo música de minstrel, marchas populares e canções folclóricas terrestres, que foram adaptadas para se adequar a formas musicais que combinavam com as várias tarefas de trabalho necessárias para operar um navio à vela. Tarefas como ancorar e levantar velas geralmente exigiam um esforço coordenado de grupo em uma ação de puxar ou empurrar, e essas canções foram adaptadas para se ajustar a essas formas musicais.
- Poor Paddy Works on the Railway é uma popular canção folclórica irlandesa e americana. Historicamente, muitas vezes era cantada como uma canção marítima. A canção retrata um trabalhador irlandês que trabalha em uma ferrovia. Existem numerosos títulos para a canção, incluindo Pat Works on the Railway e Paddy on the Railway. Paddy Works on the Erie é outra versão da canção. Paddy on the Railway é atestada como uma canção marítima no trabalho mais antigo conhecido que usa a palavra chanty, Seven Years of a Sailor's Life (1867) de G. E. Clark. Clark relatou experiências pescando nos Grandes Bancos de Newfoundland, em um navio de Provincetown, Massachusetts, por volta de 1865-1866. Em um ponto, a tripulação está levantando a âncora durante uma tempestade, por meio de um guincho acionado por bomba. Uma das canções que os homens cantam ao realizar essa tarefa é mencionada pelo título, Paddy on the Railway.

### Música Shaker
Os Shakers são uma seita religiosa fundada no século XVIII na Inglaterra com base nos ensinamentos de Ann Lee. Eles são hoje mais conhecidos por suas contribuições culturais, especialmente no estilo de música e mobiliário. Os Shakers compuseram milhares de canções e também criaram muitas danças; ambas eram partes importantes dos serviços religiosos. Nessa comunidade, um dom espiritual também poderia ser uma revelação musical, e eles consideravam importante registrar as inspirações musicais conforme ocorriam. Simple Gifts foi composta pelo ancião Joseph Brackett e originou-se na comunidade Shaker de Alfred Shaker no Maine, em 1848. O icônico de balé de Aaron Copland de 1944, Appalachian Spring, utiliza a famosa melodia Shaker, Simple Gifts como base para seu final.

## Danças folclóricas
As danças folclóricas de origem britânica incluem o square dance, descendente do quadrille, combinado com a inovação americana de um caller que instrui os dançarinos. A comunidade intencional conhecida como os Shakers emigrou da Inglaterra durante o século XVIII e desenvolveu seu próprio estilo de dança folclórica.

## Locais e pontos turísticos
- A "Colônia Perdida" da Ilha de Roanoke: Em 1587, Sir Walter Raleigh recrutou mais de 100 homens, mulheres e crianças para viajar da Inglaterra para a Ilha de Roanoke, na costa da Carolina do Norte, e estabelecer o primeiro assentamento inglês na América sob a direção de John White como governador. Virginia Dare (nascida em 18 de agosto de 1587) foi a primeira criança nascida nas Américas de pais ingleses, Ananias e Eleanor White Dare, na efêmera Colônia de Roanoke. O fato de seu nascimento é conhecido porque o governador do assentamento, o avô de Virginia Dare, John White, retornou à Inglaterra em 1587 para buscar suprimentos frescos. Quando White retornou três anos depois, Virginia e os outros colonos haviam desaparecido. Durante os últimos quatrocentos anos, Virginia Dare tornou-se uma figura proeminente no mito e folclore americanos, simbolizando coisas diferentes para diferentes grupos de pessoas. Ela é o tema de um poema (Peregrine White and Virginia Dare) de Rosemary e Stephen Vincent Benét, e a Lenda da White Doe da Carolina do Norte. Embora frequentemente citada como uma lenda indígena, a White Doe parece ter suas raízes no folclore inglês. Cervos brancos são comuns nas lendas inglesas e frequentemente usados como símbolos de virtude cristã. Uma história semelhante de uma jovem transformada em uma White Doe pode ser encontrada em Yorkshire, onde serviu de base para o poema de Wordsworth, The White Doe of Rylstone.[34] Nos quatro séculos desde seu desaparecimento, os colonos de Roanoke têm sido objeto de um mistério que ainda desafia historiadores e arqueólogos como um dos mais antigos dos Estados Unidos.[35]
- O Bennington Triangle é uma área no sudoeste de Vermont onde várias pessoas desapareceram entre 1945 e 1950. A área compartilha características com o Bridgewater Triangle no Sudeste de Massachusetts.
- O Bridgewater Triangle é uma área de cerca de 520 km2 no sudeste de Massachusetts nos Estados Unidos, considerada um local de supostos fenômenos paranormais, que vão de OVNIs a poltergeists, orbs, bolas de fogo e outros fenômenos espectrais, várias avistagens semelhantes a Pé-grande, cobras gigantes e thunderbirds. O termo foi cunhado pelo criptozoologista Loren Coleman, da Nova Inglaterra.
- Times Square é uma importante interseção comercial no centro de Manhattan, na cidade de Nova York, no cruzamento da Broadway com a Sétima Avenida e se estendendo da Rua 42 Oeste à Rua 47 Oeste. Times Square - conhecido como A Encruzilhada do Mundo - é o centro iluminado do Distrito de Teatro da Broadway. Anteriormente chamado de Longacre Square, Times Square foi renomeado em abril de 1904, após o The New York Times mudar sua sede para o recém-erigido Times Building, local do lançamento anual da bola na véspera de Ano Novo. O triângulo norte de Times Square é tecnicamente Duffy Square, dedicado em 1937 ao Capelão Francis P. Duffy do Fighting 69th da Infantaria de Nova York; um memorial para Duffy está localizado lá, juntamente com uma estátua de George M. Cohan. A estátua de Duffy e o quadrado foram listados no Registro Nacional de Lugares Históricos em 2001.

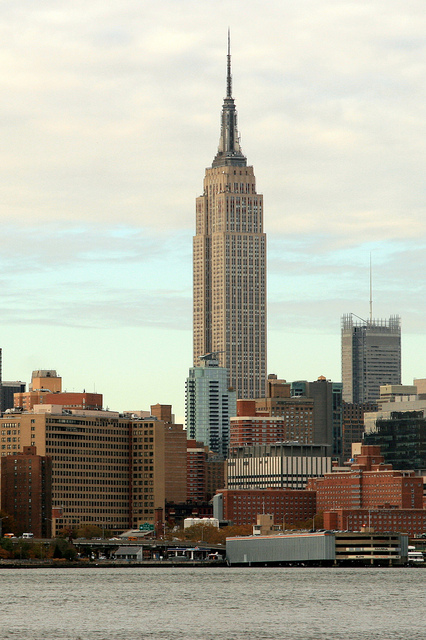
O Empire State Building

- O Empire State Building é um arranha-céu de 102 andares localizado na cidade de Nova York, no cruzamento da Quinta Avenida com a Rua 34 Oeste. Seu nome é derivado do apelido de Nova York, o Empire State. Ficou como o edifício mais alto do mundo por 40 anos, desde sua conclusão em 1931. O Empire State Building é geralmente considerado um ícone cultural americano. O projeto envolveu 3.400 trabalhadores, em sua maioria imigrantes da Europa, juntamente com centenas de trabalhadores Mohawk, muitos da reserva de Kahnawake, perto de Montreal. Talvez a representação mais famosa na cultura popular do prédio seja no filme de 1933, King Kong, no qual o personagem-título, um macaco gigante, sobe até o topo para escapar de seus captores, mas cai para a morte depois de ser atacado por aviões. O filme de drama romântico de 1957, Tarde Demais para Esquecer envolve um casal que planeja se encontrar no topo do Empire State Building, um encontro que é evitado por um acidente de automóvel. O filme de 1993, Sintonia de Amor, uma comédia romântica parcialmente inspirada em An Affair to Remember, culmina com uma cena no observatório do Empire State.

Outros locais e pontos turísticos que se tornaram parte do folclore americano incluem: Independence Hall, Monument Valley, Ellis Island, Hoover Dam, Pearl Harbor, o Vietnam War Memorial, e o Grand Canyon.

## Ícones culturais
O Sino da Liberdade é um símbolo icônico da independência americana, localizado em Filadélfia, Pensilvânia. O sino foi encomendado da firma londrina Lester and Pack em 1752 e foi fundido com a inscrição (parte de Levítico 25:10) "Proclama LIBERDADE por toda a terra a todos os seus habitantes." Na década de 1830, o sino foi adotado como símbolo por sociedades abolicionistas, que o apelidaram de "Sino da Liberdade". Ele adquiriu sua distintiva rachadura grande em algum momento do início do século XIX — uma história difundida afirma que ele rachou enquanto tocava após a morte do Chefe de Justiça John Marshall em 1835.
A Estátua da Liberdade, uma colossal escultura neoclássica na Ilha da Liberdade, na Baía de Nova York, foi projetada por Frédéric Bartholdi e inaugurada em 28 de outubro de 1886. A estátua, um presente para os Estados Unidos do povo da França, é uma figura feminina vestida representando Libertas, a deusa romana da liberdade, que segura uma tocha e uma placa na qual está inscrita a data da Declaração de Independência dos Estados Unidos, 4 de julho de 1776. A estátua é um ícone da liberdade e dos Estados Unidos: um sinal acolhedor para imigrantes que chegam do exterior.
Tio Sam (iniciais US) é uma personificação nacional comum do governo americano e surgiu durante a Guerra anglo-americana de 1812. Segundo a lenda, Samuel Wilson, um empacotador de carne em Nova York, fornecia rações para os soldados e carimbava as letras US nas caixas, que significavam Estados Unidos, mas diziam, em tom de brincadeira ser as iniciais de Tio Sam. Um Tio Sam é mencionado tão cedo quanto 1775, nas letras originais do hino Yankee Doodle da Guerra de Independência dos Estados Unidos. "Colúmbia", que apareceu pela primeira vez em 1738 e às vezes era associada à liberdade, é a personificação da nação americana, enquanto Tio Sam é uma personificação do governo; às vezes são mostrados trabalhando juntos ou discordando sobre questões políticas, especialmente nos cartuns políticos da revista Puck. Com a Guerra de Independência, surgiu Brother Jonathan como uma personificação do Homem Comum americano; mas só após a Guerra de 1812 que Tio Sam apareceu. Brother Jonathan viu um desenvolvimento literário completo na personificação do caráter nacional americano através do romance de 1825 Brother Jonathan de John Neal.
Boca de Tubarão, uma arte no nariz de aeronaves militares: Embora originada na Áustria, esse design estilizado foi aplicado ao American Volunteer Group na Ásia, mais conhecido como The Flying Tigers. Esse design foi pintado nos caças P-40 das unidades ao redor da grande entrada de ar perto da frente do avião. Essa imagem desde então foi colocada em várias aeronaves, como helicópteros americanos UH-1 e AH-1 durante a Guerra do Vietnã, bem como no A-10 Thunderbolt II, A-29 Supertucano e AT-6 Wolverine dos dias modernos, e outros veículos militares e civis.
Outros ícones culturais incluem Rosie, a Riveter, a Constituição dos Estados Unidos, a Colt Single Action Army, Smokey Bear, o Boeing B-52 Stratofortress, e torta de maçã.

## História
Eventos históricos que fazem parte do folclore americano incluem: o Massacre de Boston, o Festa do Chá de Boston, a Cavalgada de Paul Revere, a Batalha do Álamo, os Julgamentos das Bruxas de Salém, o Tiroteio no O.K. Corral, a Corrida do Ouro na Califórnia, a Batalha de Little Bighorn, a Batalha de Gettysburg, o Ataque a Pearl Harbor, e os ataques de 11 de setembro.